# Ljiljana Raičević
Ljiljana Raičević, właśc. Ljiljana Petrović, cyr. Љиљана Раичевић (ur. 29 czerwca 1947 w Titogradzie) – serbska pielęgniarka, działaczka praw człowieka, feministka.

## Życiorys
Jest córką Serba Milovana Petrovicia i Białorusinki Ljubow, nauczycielki języka rosyjskiego. Ukończyła szkołę średnią w Podgoricy, w tym czasie grała w piłkę ręczną i działała w stowarzyszeniu Budo Tomović. W czasie studiów historycznych w Nikšiciu poznała swojego przyszłego męża - prawnika Andrija Raičevicia. W latach 1970–1999 pracowała w Instytucie Medycznym w Podgoricy, aż do przejścia na emeryturę. W latach 1985–1989 przewodniczyła Związkowi Pracowników Służby Zdrowia. W 1996 założyła pierwszą NGO w Czarnogórze, która zajmowała się pomocą dla ofiar przemocy domowej. W 1999 założyła Bezpieczny Dom Kobiet (Sigurna ženska kuća) - pierwszy w Czarnogórze ośrodek dla ofiar przemocy i pełniła funkcję jego pierwszej dyrektorki. Od 2001 zajmowała się także działalnością na rzecz przeciwdziałania handlu żywym towarem, a także prowadziła szkolenia dla policjantów i urzędników państwowych.
W 2003 tygodnik Vreme, wydawany w Belgradzie przyznał Ljiljanie Raičević tytuł Człowieka Roku, w 2006 otrzymała prestiżową nagrodę im. Ginetty Sagan, przyznawaną przez Amnesty International.

## Życie prywatne
W czasie studiów wyszła za mąż za Andrija Raičevicia, który w przyszłości objął stanowisko wiceministra spraw wewnętrznych Czarnogóry (zm. 1994). Z tego związku przyszło na świat troje dzieci (córka i dwóch synów).